# Dangerously in Love
Dangerously in Love е дебютният студиен албум на американската певица Бийонсе. Излиза 24 юни 2003. От него излизат пет сингъла – Crazy in Love, Baby Boy, Me, Myself and I, Naughty Girl и The Closer I Get to You.

## Списък с песните

### Оригинален траклист
1. Crazy in Love (с Джей Зи) – 3:56
2. Naughty Girl – 3:29
3. Baby Boy (с Шон Пол) – 4:05
4. Hip Hop Star (с Big Boi и Sleepy Brown) – 3:43
5. Be with You – 4:20
6. Me, Myself and I – 5:01
7. Yes – 4:19
8. Signs (с Миси Елиът) – 4:58
9. Speechless – 6:00
10. That's How You Like It (с Джей Зи) – 3:39
11. The Closer I Get to You (с Лутър Вандрос) – 4:58
12. Dangerously in Love 2 – 4:53
13. Beyoncé Interlude – 0:16
14. Gift from Virgo – 2:45
15. Daddy – 4:57

### Европейско, Латиноамериканско и Австралийско издание
1. Work It Out – 4:06
2. '03 Bonnie & Clyde (Джей Зи и Бийонсе) – 3:25
3. Daddy (скрит трак) – 4:57

### Азиатско специално издание
1. Crazy in Love (с Vanness Wu) – 3:56
2. Daddy (скрит трак) – 4:57

### Японско издание
1. What's It Gonna Be – 3:37
2. '03 Bonnie & Clyde (Джей Зи и Бийонсе) – 3:25
3. Work It Out – 4:06
4. Daddy (скрит трак) – 4:57

### Френско и Белгийско издание
1. Gift from Virgo – 2:45
2. Bienvenue (IAM и Бийонсе) – 4:05
3. Beyoncé Interlude – 0:16
4. Work It Out – 4:06
5. '03 Bonnie & Clyde (Джей Зи и Бийонсе) – 3:25
6. Daddy (скрит трак) – 4:57

### Предварителна поръчка
1. I Can't Take No More – 4:46